# Lista de prefeitos de Taboleiro Grande
Esta é a lista de prefeitos de Taboleiro Grande, município brasileiro do estado do Rio Grande do Norte.
| Nº | Prefeito                        | Imagem                    | Partido                     | Início de mandato     | Fim de mandato         | Vice-prefeito                    | Observações                     |
| -- | ------------------------------- | ------------------------- | --------------------------- | --------------------- | ---------------------- | -------------------------------- | ------------------------------- |
| 1  | Manoel Inácio de Freitas        |                           |                             | 1º de abril de 1964   | 31 de janeiro de 1965  | —                                | Prefeito nomeado                |
| 2  | Francisco de Queiroz Porto      |                           | PSD                         | 31 de janeiro de 1965 | 31 de janeiro de 1970  | Francisco Alves de Souza         | Prefeito e vice eleitos         |
| 3  | Djalma da Silva Pereira         |                           | ARENA                       | 31 de janeiro de 1970 | 31 de janeiro de 1973  | Vicente Hermenegildo do Rêgo     | Prefeito e vice eleitos         |
| 4  | Jacob Ferreira de Bessa         |                           | ARENA                       | 31 de janeiro de 1973 | 31 de janeiro de 1977  | Adalto Tertulino de Paiva        | Prefeito e vice eleitos         |
| 5  | Francisco de Queiroz Porto      |                           | ARENA                       | 31 de janeiro de 1977 | 31 de janeiro de 1983  | Maria Pinheiro de Paiva          | Prefeito e vice eleitos         |
| 6  | Maria de Fátima Ferreira Bessa  |                           | PMDB                        | 31 de janeiro de 1983 | 31 de dezembro de 1988 | José Iran Ferreira               | Prefeita e vice eleitos         |
| 7  | Flávio Diógenes Bessa           |                           | PMDB                        | 1º de janeiro de 1989 | 31 de dezembro de 1992 | João Neto dos Santos             | Prefeito e vice eleitos         |
| 8  | Maria de Fátima Ferreira Bessa  |                           | PMDB                        | 1º de janeiro de 1993 | 31 de dezembro de 1996 | Laci Pinheiro de Paiva           | Prefeita e vice eleitos         |
| 9  | Djalma da Silva Pereira         |                           | PFL                         | 1º de janeiro de 1997 | 31 de dezembro de 2004 | Francisco Canindé de Albuquerque | Prefeito e vice eleitos         |
| 9  | Djalma da Silva Pereira         | PMDB                      | Dalgoberto Bessa Cavalcante | 1º de janeiro de 1997 | 31 de dezembro de 2004 | Prefeito e vice reeleitos        |                                 |
| 10 | Maria Miriam Pinheiro de Paiva  |                           | PMDB                        | 1º de janeiro de 2005 | 31 de dezembro de 2012 | Rosa Maria Silva Queiroz         | Prefeita e vice eleitos         |
| 10 | Maria Miriam Pinheiro de Paiva  | Prefeita e vice reeleitos | PMDB                        | 1º de janeiro de 2005 | 31 de dezembro de 2012 | Rosa Maria Silva Queiroz         |                                 |
| 11 | Klébia Ferreira Bessa Filgueira |                           | PSD                         | 1º de janeiro de 2013 | 31 de dezembro de 2020 | José Lenário da Silva            | Prefeita e vice eleitos         |
| 11 | Klébia Ferreira Bessa Filgueira | Prefeita e vice reeleitos | PSD                         | 1º de janeiro de 2013 | 31 de dezembro de 2020 | José Lenário da Silva            |                                 |
| 12 | Maria Tarcia Ribeiro da Silva   |                           | PSD                         | 1º de janeiro de 2021 | 31 de dezembro de 2024 | Elândio de Freitas Costa         | Prefeita e vice eleitos         |
| 13 | Klébia Ferreira Bessa Filgueira |                           | PSD                         | 1º de janeiro de 2025 | até atualidade         | Elândio de Freitas Costa         | Prefeita eleita e vice reeleito |